# Eurypon denisae
Eurypon denisae är en svampdjursart som beskrevs av Jean Vacelet 1969. Eurypon denisae ingår i släktet Eurypon och familjen Raspailiidae. Inga underarter finns listade i Catalogue of Life.